# Surge Narrows Park
Surge Narrows Park är en park i Kanada.   Den ligger i provinsen British Columbia, i den sydvästra delen av landet, 3 700 km väster om huvudstaden Ottawa. Surge Narrows Park ligger 26 meter över havet.
Terrängen runt Surge Narrows Park är kuperad åt nordost, men åt sydväst är den platt. Havet är nära Surge Narrows Park åt nordväst. Trakten är glest befolkad. 
I omgivningarna runt Surge Narrows Park växer i huvudsak barrskog.